# Ecomoda
Ecomoda es una serie secuela de Yo soy Betty, la fea en 2001 de RCN Televisión. Relata sobre la vida de casados de Armando y Betty, además de nuevas pequeñas historias con sus padres y nuevos personajes. Su trama principal es la futura relación entre Ecomoda, el Fashion Group y Hugo Lombardi. 
Es protagonizada por Jorge Enrique Abello y Ana María Orozco, junto a Julián Arango, Ricardo Vélez, Lorena Meritano y Geoffrey Deakin, ya que Natalia Ramírez y Lorna Cepeda no participaron tan solo en Ecomoda.
A pesar de tener grandes índices de audiencia, no experimentó el mismo éxito que su predecesora, además de contar ausencia de los roles principales de Natalia Ramírez y Lorna Cepeda de la serie original, finalizando 5 meses después de su estreno.

## Argumento
Dos años aproximadamente han transcurrido desde que Betty y Armando se casaron y tuvieron a su hija (Camila). La empresa Ecomoda ahora se encuentra totalmente en buenas condiciones y funcionando a buen ritmo, bajo el mando de Betty quien sigue siendo la presidente de Ecomoda y ahora también en su faceta de madre y esposa, viviendo felizmente con Armando Mendoza quien ahora es el vicepresidente de Ecomoda, aunque ahora su prioridad será su hogar, hija y la relación con su amada esposa, es decir, seguir siendo fiel.
Mario Calderón quien estaba en Argentina, vuelve a Ecomoda con una jugosa propuesta en un intento de volver a Ecomoda como un socio, logrando llamar la atención de la importante empresa Fashion Group para hacer posiblemente el mejor negocio que Ecomoda ha tenido. Siendo Gabriela Garza y Kenneth Johnson los representantes de Fashion Group, quienes se esforzarán para establecer una buena relación entre ambas empresas, algo difícil debido las locuras que se encontrarán en Ecomoda, como las situaciones creadas por el cuartel de las feas junto a sus chismes, los problemas de relación entre algunos de ellos, los celos y dudas que tendrán las parejas, y sobre todo las divertidas locuras en que estará Armando por culpa de Mario, Gutiérrez, Freddy, Kenneth, Gabriela e incluso por Nicolás Mora y Hugo Lombardi.

## Elenco
- Ana María Orozco como Beatriz Aurora «Betty» Pinzón Solano de Mendoza.
- Jorge Enrique Abello como Armando Mendoza.
- Lorena Meritano como Gabriela Garza.
- Geoffrey Deakin como Kenneth Johnson.
- Mario Duarte como Nicolás Mora Cifuentes.
- Julián Arango como Hugo Lombardi.
- Luis Mesa como Daniel Valencia.
- Ricardo Vélez como Mario Calderón.
- Adriana Franco como Julia Solano Galindo de Pinzón.
- Jorge Herrera como Hermes Pinzón Galarza, en esta secuela le pone los cuernos a Doña julia con la Pupuchurra.
- Julio César Herrera como Freddy Stewart Contreras.
- Dora Cadavid como Inés "Inesita" Ramírez.
- Estefanía Gómez como Aura María Fuentes Rico.
- Paula Peña como Sofía López ex de Rodríguez.
- Luces Velásquez como Bertha García de González.
- Marcela Posada como Sandra Patiño.
- María Eugenia Arboleda como Mariana Valdez.
- Alberto León Jaramillo como Saúl Gutiérrez.
- Martha Isabel Bolaños como Jenny García «La Impulsadora» o «La Pupuchurra».
- David Ramírez como Wilson Sastoque Mejía.
- Paula Daniela Yepes como María Camila Mendoza Pinzón (Hija de Armando y Beatriz).

### Invitados especiales
- Raúl Santa como Efraín Rodríguez "El Cheque".
- María Margarita Giraldo como Eugenia Cifuentes de Mora.
- Patrick Delmas como Michel Doinel (el Francés).
- Vilma Vera como Maruja Bravo de Gutiérrez.
- Celmira Luzardo como Doña Catalina Angel
- Cristina Penagos como Doña Blanquita.
- Laura Suárez como Natasha Gutiérrez.
- Paola Turbay como ella misma.
- Sofía Vergara como ella misma.
- Andrea Serna como ella misma.